# 吉田敏弘
吉田 敏弘（よしだ としひろ、1955年3月5日 - ）は、日本の地理学者（人文地理学）・歴史学者。専門は、人文地理学・歴史地理学・地図史・日本中世史。村落史研究・地図学研究・人文地理学研究に精通。文学修士（京都大学）。前國學院大學文学部教授。兵庫県出身。

## 経歴
1955年、神戸市生まれ。兵庫県立神戸高等学校より京都大学文学部史学科（地理学教室）に進学して師事する水津一朗、藤岡謙二郎に出会い人文地理学、歴史地理学を研究。京都大学大学院文学研究科（地理学専攻）修士課程修了、京都大学大学院文学研究科（地理学専攻）博士課程単位取得退学。
京都大学文学部助手、大阪学院大学教養部助教授、國學院大学文学部助教授を経て、國學院大学文学部教授。2002年から1年間、ドイツ・ボン大学地理学研究所客員教授。
1994年より岩手県一関市の骨寺村荘園遺跡景観調査を行っている。
現在は「近代三陸津波被災地域における復興過程の歴史地理学的研究」をテーマに取り組む。

## 年表
- 1973年 兵庫県立神戸高等学校卒業
- 1977年 京都大学文学部史学科（地理学教室）卒業
- 1979年 京都大学大学院文学研究科（地理学専攻）修士課程修了
- 1981年
  - 京都大学大学院文学研究科（地理学専攻）博士課程単位取得退学
  - 京都大学助手
- 1986年 大阪学院大学教養部助教授
- 1992年 國學院大學文学部史学科助教授
- 1994年
  - 國學院大學文学部史学科教授
  - 國學院大學地理学教室の岩手県一関市骨寺村荘園遺跡景観調査を始める
- 2002年 ボン大学地理学研究所客員教授
- 2003年 國學院大學文学部史学科教授に復帰
- 2025年 國學院大學文学部史学科教授を退任

## 研究課題
- 「国絵図の画像処理による東北地方の環境・景観変化に関する研究」小野寺淳、基盤研究 (C) 1999年度～2000年度
- 「文化的景観の価値評価方法の確立に関する基礎的研究」石井英也→吉田敏弘、基盤研究 (C) 2007年度～2008年度

## 論文発表
- 「「惣村」の展開と土地利用--得珍保今堀郷の歴史地理学的モノグラフとして」史林 61 (1) 1978年1月
- 「史学地理学講座における近代人文地理学導入の系譜」京都大学文学部地理学教室編『地理の思想』地人書房 1982年11月
- 吉田敏弘「<論説>中世村落の構造とその変容過程 : 「小村＝散居型村落」論の歴史地理学的再検討」『史林』第66巻第3号、史学研究会 (京都大学文学部内)、1983年5月、378-444頁、doi:10.14989/shirin_66_378、hdl:2433/238723、ISSN 0386-9369。
- 「中世後期における市庭網と農村商人」京都大学文学部地理学教室編『空間・景観・イメージ』地人書房 1983年5月
- 小林致広・吉田敏弘「絵図を読む-1-絵図をどう読むか」地理 29 (1) 1984年1月
- 「葛川絵図」『月刊百科』257号 1984年2月
- 高橋昌明・吉田敏弘「善通寺近傍絵図現地調査報告」、荘園絵図トレース図版『昭和59年度科学研究費総合研究成果報告書・荘園絵図の史料学・読解に関する総合的研究』滋賀大学教育学部 1985年3月
- 「中世絵図のランガージュ研究にむけて－その空間表現を中心に」水津一朗先生退官記念事業会編『人文地理学の視圏』大明堂 1986年4月
- 「中世絵図読解の視角」小山靖憲・佐藤和彦編『絵図に見る荘園の世界』東京大学出版会 1987年6月
- 下坂守・長谷川孝治・吉田敏弘「葛川絵図」、葛川絵図研究会編『絵図のコスモロジー』上巻、地人書房 1988年3月
- 「四至牓示絵図考」『歴史地理学』144号 1989年3月
- 「骨寺村絵図の地域像」葛川絵図研究会編、『絵図のコスモロジー』下巻、地人書房 1989年7月
- 「元禄伊勢国絵図の作成過程（一）」『四日市市史研究』5号 1992年3月
- 「荘園絵図の分類をめぐって」国立歴史民俗博物館企画展示図録、『荘園絵図とその世界』1993年3月
- 「元禄伊勢国絵図の作成過程（二）」『四日市市史研究』6号 1993年3月
- 「菅浦絵図と「官使注進絵図」」『國學院雑誌』第95巻第4号、國學院大學文学部 1994年4月
- 「小野寺淳報告「絵図に描かれた自然環境」によせて」『歴史地理学』172号 1995年1月
- 「荘園絵図の空間表現とその諸類型」国立歴史民俗博物館編『描かれた荘園の世界』新人物往来社 1995年3月
- 松原誠司・吉田敏弘「称名寺絵図と結界記－その史料批判の試み」『金沢文庫研究』298号 1997年3月
- 「基礎地域論の意義と課題」『國學院雑誌』第98巻第3号、國學院大學文学部 1997年3月
- 「荘園絵図にみる東国中世村落の成立過程と古代寺院｣地方史研究協議会編『地方史・研究と方法の最前線』雄山閣出版 1997年10月
- 「中世地図史料と絵図」石井正敏ほか編『今日の古文書学 第3巻中世』雄山閣出版 2000年12月
- 「田図と条里プランに関する試論」『蒲生野』32号、八日市郷土文化研究会 2000年12月
- 「災害絵図研究の視角と課題」『歴史地理学』202号 2001年1月
- 「中世農業の展開と中世村落」日独国際シンポジウム「中世：多極と分権の時代」（於 ドイツ・ボン大学）提出論文 2004年12月
- 「田図と条里呼称法」『國學院大學大学院紀要－文学研究科－』第36輯、國學院大學大学院文学研究科 2005年3月
- 「一関市本寺地区の農村景観－その意義と保全にむけての提言」『ヒストリア』202号 2006年11月
- 「文化景観保全と地理学」『地理月報』499号 2007年5月
- 「世界遺産候補・骨寺村の景観―荘園絵図を読み解く」『古地図文化ぎふ』9、岐阜県古地図文化研究会 2009年7月
- 「中世農業の展開と集村化現象」近藤成一/小路田泰直/ローベルト・ホレス/デトレフ・タランチェフスキ編『中世 西欧と日本―多極と分権の時代』吉川弘文館 2009年8月
- 「天正末年の中尊寺と骨寺村絵図―寺崎屋敷平山家文書について」國學院雑誌 第112巻第2号、國學院大學 2011年2月

## 著書

### 単著
- 『絵図と景観が語る骨寺村の歴史―中世の風景が残る村とその魅力』本の森 2008年10月

### 共編
- 葛川絵図研究会編『絵図のコスモロジー』上巻、地人書房 1988年3月
- 葛川絵図研究会編『絵図のコスモロジー』下巻、地人書房 1989年7月
- 小山靖憲・下坂守・吉田敏弘編『中世荘園絵図大成』河出書房新社 1997年5月
- 有薗正一郎・遠藤匡俊・小野寺淳・古田悦造・溝口常俊・吉田敏弘編『歴史地理調査ハンドブック』古今書院 2001年5月

### 共著
- 『八日市市史 第2巻中世』4章「荘園村落の展開」1節「蒲生野の開発と荘園」、4節「荘園村落の景観」・5章「保内商業の展開」1節「八日市庭の成立と保内商業」1983年12月
- 足利健亮・井戸庄三・吉田敏弘編『八日市市の地名と景観』八日市市教育委員会 1986年3月
- 「ルネサンス・都市・鳥瞰図－地図と絵画のあいだ」久武哲也・長谷川孝治編『地図と文化』地人書房 1989年4月
- 『美山町かやぶき山村集落 北・南・下平屋地区 伝統的建造物群保存対策調査報告書』第2章「美山の地理的背景と対象集落の現況」京都府北桑田郡美山町・美山町教育委員会 1990年3月
- 『五個荘町史 古代中世編』序章「五個荘の中世」、「古代の五個荘」3章「開発と条里地割」、「中世の五個荘」2章「荘園の世界」4章「小幡郷の展開」（以上吉田敏弘単著）、5章「小幡商業の展開過程」（藤田裕嗣・吉田敏弘の共著）1992年3月
- 『四日市市史』第六巻－史料編 絵図－「国絵図」1992年3月
- 小山靖憲・下坂守・吉田敏弘編『中世荘園絵図大成』第1部「中世荘園絵図の世界」概説「中世荘園絵図の世界」、第2章「相論と絵図」「近江国葛川下立山絵図・近江国葛川絵図」、「近江国菅浦絵図」、第3章「荘園支配と絵図」「尾張国富田荘絵図」、「讃岐国善通寺一円保差図」、第2部「中世荘園絵図の周辺」「田図・条里図」河出書房新社 1997年5月、『荘町史 資料編 (3) 地名と景観』1993年3月
- 有薗正一郎・遠藤匡俊・小野寺淳・古田悦造・溝口常俊・吉田敏弘編『歴史地理調査ハンドブック』第1章「歴史地理学の方法と課題」、第5章1-1「中世検注帳」古今書院 2001年5月
- 『近江八幡市史』第4巻「自治の伝統」第1章第2節3「市と座」2008年3月
- 四日市市史 古代中世編』
- 『講座日本荘園史』「得珍保」吉川弘文館

### 監修
- 『五個荘町史 中世史料編』